# Gesundheitsministerium (Litauen)

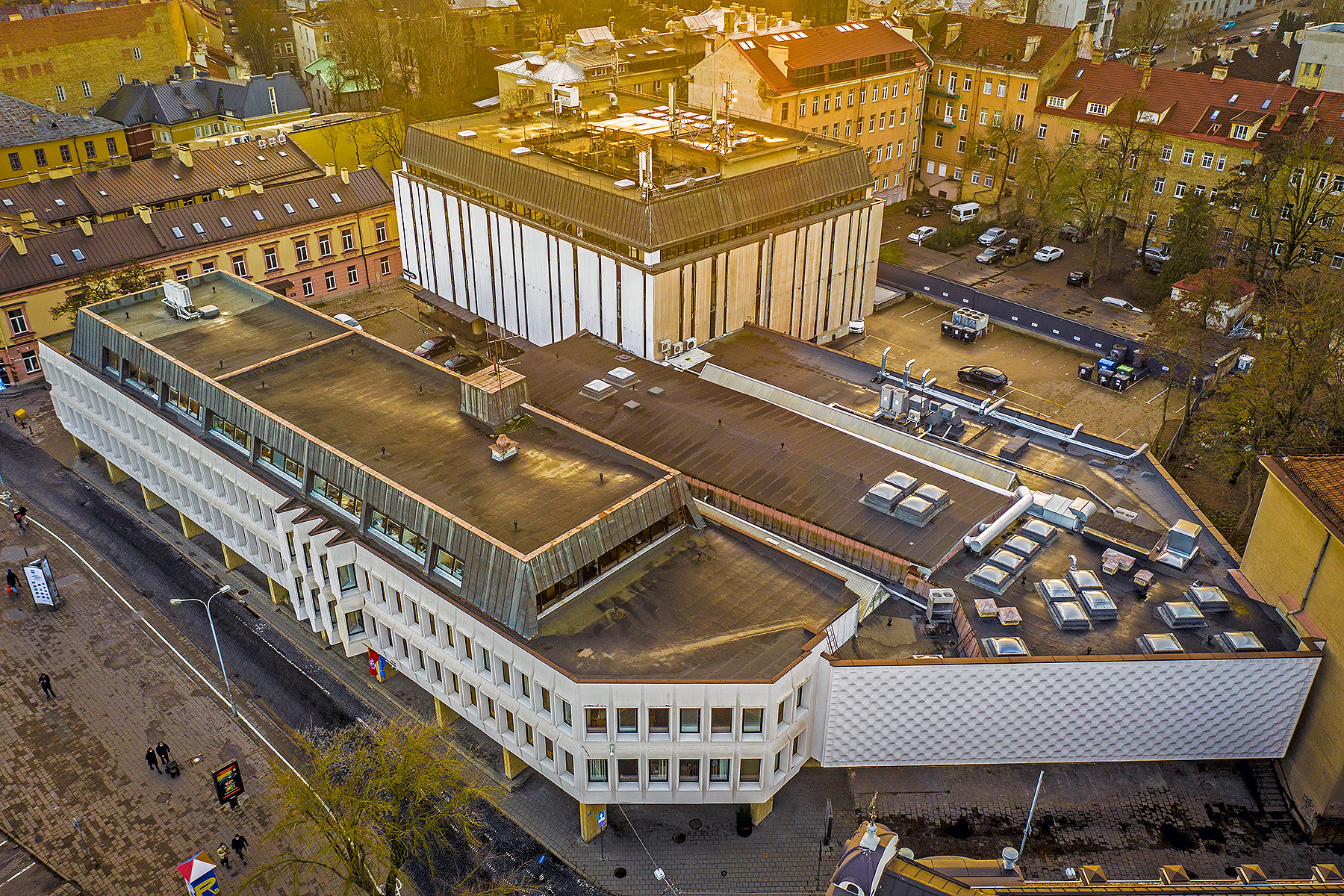
Litauisches Gesundheitsministerium

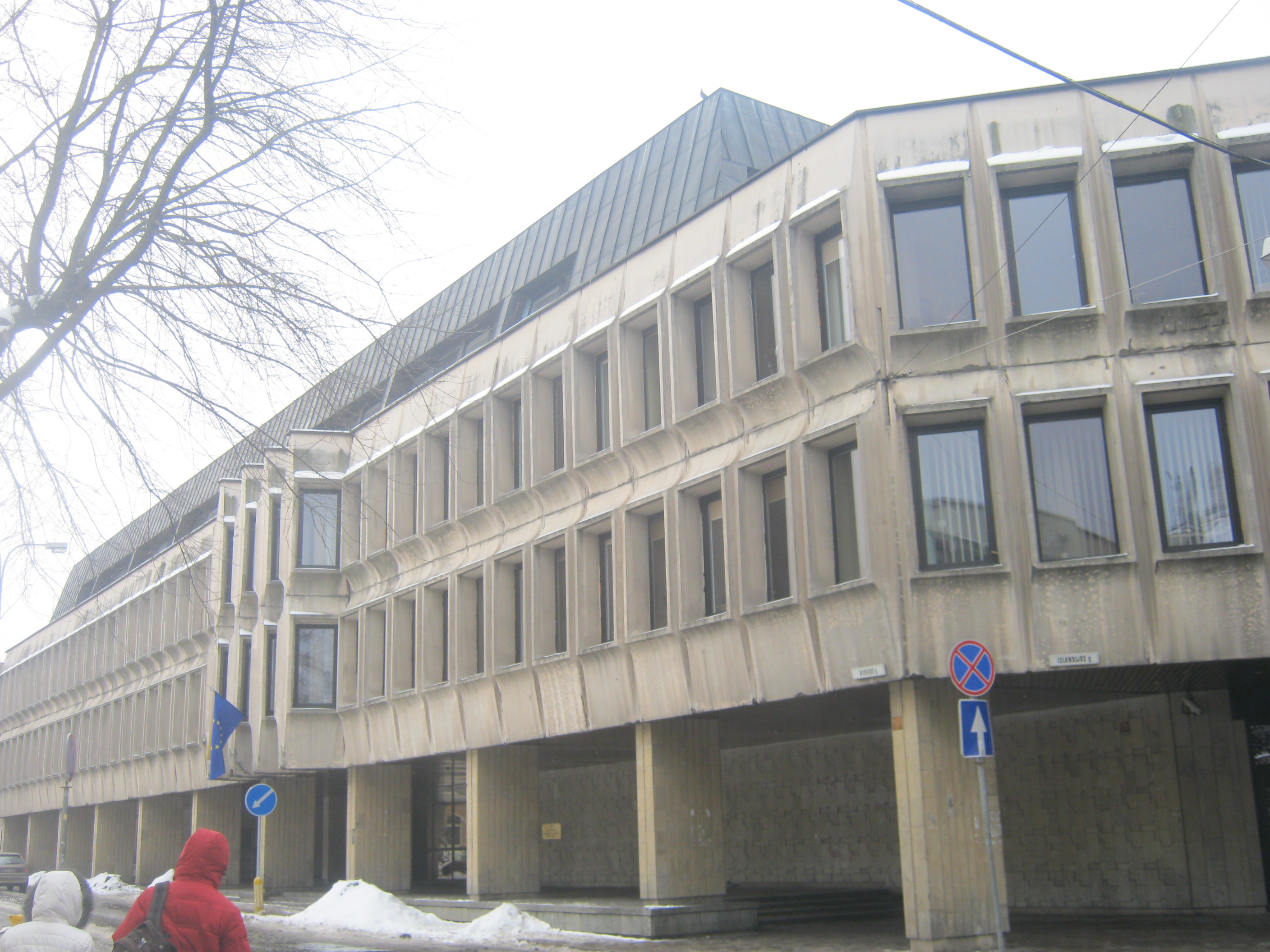

Das Gesundheitsschutzministerium der Republik Litauen (lit. Lietuvos Respublikos sveikatos apsaugos ministerija) ist das Gesundheitsministerium von Litauen und eines von 14 Ministerien der Regierung Litauens. Dienstsitz ist Vilnius.

## Minister
| Nr. | Minister                            | Amtszeit           |
| --- | ----------------------------------- | ------------------ |
| 1   | Juozas Olekas                       | 1990–1992          |
| 2   | Vytautas Kriauza                    | 1992–1993          |
| 3   | Jurgis Brėdikis (1929–2021)         | 1993–1994          |
| 4   | Antanas Vinkus                      | 1994–1996          |
| 5   | Juozas Galdikas                     | 1996–1998          |
| 6   | Mindaugas Stankevičius (1935–2017)  | 1998–1999          |
| 7   | Raimundas Alekna                    | 1999–2000          |
| 8   | Vinsas Janušonis                    | 2000–2001          |
| 9   | Konstantinas Romualdas Dobrovolskis | 2001–2003          |
| 10  | Juozas Olekas                       | 2003–2004          |
| 11  | Žilvinas Padaiga                    | 2004–2006          |
| 12  | Rimvydas Turčinskas                 | 2006–2008          |
| 13  | Gediminas Černiauskas               | 2008               |
| 14  | Algis Čaplikas                      | 2008–2010          |
| 15  | Raimondas Šukys                     | 2010–2012          |
| 16  | Vytenis Povilas Andriukaitis        | 2012–2014          |
| 17  | Rimantė Šalaševičiūtė               | 2014–2016          |
| 18  | Juras Požela (1982–2016)            | 2016               |
| 19  | Aurelijus Veryga                    | 2016–2020          |
| 20  | Arūnas Dulkys                       | 2020–2024          |
| 21  | Aurimas Pečkauskas                  | 2024               |
| 22  | Marija Jakubauskienė                | seit Dezember 2024 |